# Heriberto Seda
Heriberto „Eddie“ Seda (* 31. Juli 1967 in New York) ist ein US-amerikanischer Serienmörder. Seda tötete zwischen 1990 und 1994 in New York City drei Menschen und verwundete vier, bevor er am 18. Juni 1996 gefasst wurde; seine Opfer wählte er nach ihren Sternzeichen aus. Seda wollte den Zodiac-Killer aus San Francisco imitieren und ahmte Chiffren nach; er wurde deshalb als The New York Zodiac bekannt und auch nach seiner Verhaftung in den Medien weiterhin so bezeichnet. 1998 wurde Seda u. a. wegen mehrfachen Mordes zu 232 Jahren Haft verurteilt.

## Hintergrund
Seda war sehr religiös und besuchte regelmäßig die Kirche. Er lebte zusammen mit seiner Mutter und seiner Halbschwester im Osten von New York City, war arbeitslos und sehr verschlossen gegenüber fremden Personen. Als er 16 Jahre alt war, wurde er der Highschool verwiesen, weil er eine Waffe bei sich getragen hatte.
Ab dem 17. November 1989 erhielt das 75. Revier in New York City Briefe mit der Überschrift „This is the Zodiac“. Der erste Brief enthielt eine Warnung über zwölf Morde, einen für jedes Tierkreiszeichen. In dem Brief wurde behauptet, dass bereits ein Mord stattgefunden habe. Da die Polizei dafür jedoch keine Anzeichen hatte, wurde der Brief als Fälschung abgetan. In Wirklichkeit begann Seda erst nach dem Brief mit seinen Morden. Er schoss auf seine Opfer mit einer selbstgebauten Pistole, wodurch nur die Munition, nicht aber eine Tatwaffe identifiziert werden konnte. Am Tatort hinterließ er regelmäßig Briefe mit Codes und Schriftzeichen. Er nahm hierbei immer wieder Bezug auf Astrologie, den Charakter Faust sowie die Schriften von Aleister Crowley. Als einer der leitenden Ermittler in der Stadtbibliothek ein Buch von Aleister Crowley für Recherchezwecke ausleihen wollte, hatte Seda auch dort eine Notiz für die Polizei deponiert. Warum genau er immer wieder Bezug auf den Okkultismus nahm, ist unbekannt.
Eines Nachts schoss Seda seine Halbschwester an, weil sie ihren Freund bei sich übernachten ließ. Den Freund nahm er als Geisel, gab jedoch schnell auf, als die Polizei kam. Ein Polizist, der in der ehemaligen Task Force zur Ergreifung des Zodiac war und ebenfalls zur Geiselnahme gerufen wurde, erkannte, nachdem Seda noch vor Ort ein schriftliches Geständnis über den Angriff auf seine Halbschwester abgab, die Handschrift Sedas wieder und brachte ihn augenblicklich mit dem Zodiac in Verbindung. Ein späteres Schriftgutachten bestätigte den Verdacht und brachte Seda schließlich dazu, sämtliche Taten zu gestehen. Trotz der Ergreifung Sedas und einem vollumfänglichen Geständnis seinerseits über alle Taten – einschließlich eines Opfers, das bis heute nicht gefunden werden konnte – bleibt rätselhaft, woher Seda die Sternzeichen seiner Opfer kannte.